# Acentroptera lacordairei
Acentroptera lacordairei es un coleóptero de la familia Chrysomelidae.
Fue descrita científicamente por primera vez en 1859 por Lucas.